# Ruhnu (wyspa)
Ruhnu (szw. Runö) – niewielka wyspa na morzu Bałtyckim w Zatoce Ryskiej należąca do Estonii. Od łotewskiego wybrzeża dzieli ją zaledwie 37 kilometrów. Administracyjnie znajduje się w Prowincji Saare. Zajmuje powierzchnię 11,9 km² i w roku 2023 liczyła 136 mieszkańców. Na wyspie znajduje się jedna wieś – Ruhnu i wiejska gmina Ruhnu. Z powodu dużego zasolenia wód podziemnych (podsiąkanie wód morskich) wodę pitną pobiera się z odwiertu o głębokości 787 m.

## Historia
Pierwsze ślady człowieka na wyspie datowane są na 5000 rok p.n.e. Od XIII wieku stopniowo zasiedlana przez Szwedów. Pierwsza pisemna wzmianka pochodzi z 1341 – jest to list biskupa Kurlandii znoszący na wyspie pańszczyznę. Od 1721 Ruhnu znalazła się w granicach Imperium Rosyjskiego. W 1842 liczba mieszkańców zbliżyła się do 400. W okresie I wojny światowej Ruhnu okupowały Niemcy. Po wojnie prawa do wyspy rościły Szwecja i Łotwa, jednakże mieszkańcy wyspy opowiedzieli się za przynależnością do nowo powstałej Estonii. W roku 1934 z 282 mieszkańców wyspy 98% stanowili Szwedzi, a jedynie 2% Estończycy. Podczas II wojny światowej Ruhnu, podobnie jak cała Estonia znalazła się pod okupacją sowiecką (1940–1941), niemiecką (1941–1944), a od 1944 ponownie sowiecką. Do sierpnia 1944 roku cała ludność wyspy została ewakuowana do Szwecji. Po wojnie Ruhnu była stopniowo zasiedlana przez etnicznych Estończyków, aczkolwiek ZSRR utrzymywało na wyspie garnizon wojskowy. Po odzyskaniu niepodległości przez Estonię w 1991 Ruhnu stała się jej najmniejszą gminą.

## Atrakcje turystyczne
Do głównych atrakcji wyspy należą drewniany kościół z 1644 roku oraz unikatowa, metalowa latarnia morska z 1877. Izolacja wyspy była przyczyną wykształcenia odrębnej kultury, zwyczajów oraz gwary jej mieszkańców.

## Komunikacja
Na wyspę można się dostać regularnymi połączeniami lotniczymi i promowymi z Parnawy lub z Kuressaare.